# 데인겔드

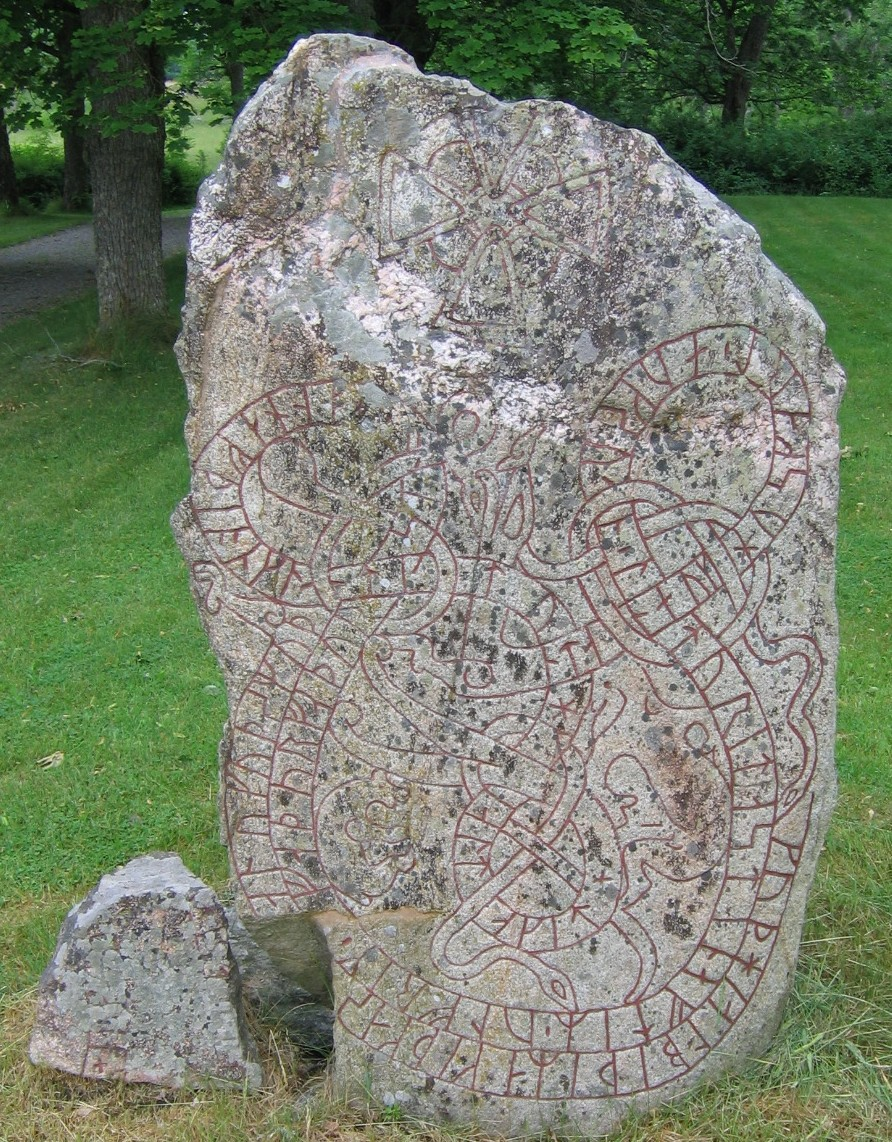
1050년경 울프키르(Ulfríkr)의 손자들이 세운 룬돌 U 241호(스웨덴 웁살라 소재)에는 울프키르가 잉글랜드에서 두 차례에 걸쳐 공물을 뜯어낸 것을 기념하기 위해 세워졌다.

데인겔드(Danegeld [ˈdeɪn.ɡɛld][*])는 중세 초기 바이킹의 약탈을 막기 위해 그들에게 공물을 바치면서 그 공물을 마련키 위해 거두었던 세금이다. "데인"은 오늘날의 덴마크인인 데인인을 말하며, "겔드"는 공납금이라는 뜻이다. 11세기 이전까지는 그냥 "겔드", 즉 "세금"이라고 불리었고 "데인겔드"라는 표현 자체는 12세기 초 이후의 문헌들에서 나타난다.  9세기에서 11세기에 걸쳐 잉글랜드 왕국과 프랑크 왕국에서 지속된 특유의 조세정책이다.

## 같이 보기
- 유화정책